# Сырцов, Геннадий Николаевич
Геннадий Николаевич Сырцов (род. 22 октября 1949, Воскресенск, Московская область) — советский хоккеист, нападающий. Советский и российский тренер.

## Биография
Как и братья Александр и Владимир воспитанник воскресенского «Химика». Дебютировал за команду в чемпионате СССР в сезоне 1966/67, провёл в составе клубе ещё шесть сезонов. Армейскую службу проходил в составе клуба первой лиги СКА МВО Калинин (1973/74). Играл во второй лиге за команды СК им. Урицкого Казань (1974/75), «Станкостроитель» Рязань (1975/76 — 1977/78).
Серебряный призёр чемпионата Европы среди юниоров 1968, победитель чемпионата 1969 года.
Тренер (1983/84 — 1991/92), главный тренер (29 мая 1992 — 22 ноября 1995; 2000/01, с 21 марта) «Химика». Тренер «Ак Барса» (1996/97 — 1999/2000). Главный тренер «Нефтяника» Лениногорск (13 ноября 1999—2000/01). Главный тренер ХК «Липецк» (2002/03). В сезоне 2003/04 тренер (до 8 октября), главный тренер (8 октября — 24 декабря) ХК «Воронеж». Тренер (2004/05 — 25 января 2005), главный тренер 25 января 2005 — 7 февраля 2007) нижнекамского «Нефтехимика». Тренер ХК «Рязань» (2007/08, с 1 декабря).
Юниорская сборная СССР под его руководством заняла 4 место на чемпионате Европы 1986 года.
Работал в СДЮСШОР «Химик».
Сын Александр также хоккеист и тренер.